# Musée automobile de Lorraine
Le musée automobile de Lorraine est un musée situé au parc de Loisirs de la forêt de Haye à Velaine-en-Haye à six kilomètres à l'ouest de Nancy en Lorraine.

## Histoire
L'Association Lorraine des Amateurs d'Automobiles de Collection et de Loisirs (ALAACL) est créée le 28 janvier 1969 par la passion de trois propriétaires de véhicules anciens : Pierre Dinier, Yvon Quilès et le Dr Jean-Bernard Sarthe. Ils créent dans la foulée en 1970 le premier musée associatif de France. C'est la nécessité de remiser leurs véhicules qui conduit les membres de l'association à se réunir dans cet ancien hangar que l'armée américaine a rendu à l’État français en 1966 lors de la restitution de l'ancienne base de la Forêt de Haye.
Dès l'ouverture en mars 1970, le musée présente 50 véhicules. Un second musée est inauguré en juin 1977 pour permettre d'agrandir la surface de présentation, le premier bâtiment étant utilisé pour les expositions temporaires, les bourses d'échanges, les ventes aux enchères, etc.
En 1991, les différentes donations permettent de réaliser un Espace Club avec bibliothèque, médiathèque, aire de pique-nique et expositions temporaires extérieures.
En 1994, on restaure les toitures des deux bâtiments d'exposition et on entreprend d'importants travaux d'embellissement. Le musée vit actuellement grâce à la passion et à la volonté de ses membres.

## Collection
Un bâtiment de 1 800 m2 d'exposition permet d'admirer 70 véhicules de 1895 à 1990. Le manque de place ne permet pas d'exposer la centaine de véhicules en permanence. Toutes les étapes de l'évolution de l'automobile y sont présentes, avec en permanence une centaine de véhicules exposés qui appartiennent tous à des collectionneurs privés.
La collection bougeant en permanence, les marques représentées ne sont pas toujours présentes. Voici la liste des marques qui sont ou qui ont été représentées au musée : 
- marques allemandes : BMW, Mercedes-Benz, Porsche, Trabant et Volkswagen.
- marques américaines : Buick, Chevrolet, Chrysler, REO Motor Car Company, Ford et Mercury.
- marques britanniques : Austin, Jaguar, Aston Martin, Morgan Motor, Rolls-Royce Motors, Rover et Triumph Motor Company.
- marques italiennes : Alfa Romeo, Ferrari, Fiat et Lancia.
- marques françaises : Berliet, Chenard et Walcker, Citroën, De Dion-Bouton, Delage, Delahaye, Donnet-Zédel, Panhard, Peugeot, Renault, Rosengart, Simca et Unic.